# Beweismittelbetrug
Der Beweismittelbetrug ist eine besondere Form des Betrugs und wird in Deutschland gem. § 263 StGB bestraft.

## Strafgrund
Beim Betrug reicht es für den Taterfolg eines „rechtswidrigen Vermögensvorteils“ aus, dass beim Geschädigten eine konkrete Vermögensgefährdung eintritt. Beim Beweismittelbetrug besteht die Vermögensgefährdung darin, dass der Täter sich durch Täuschung entweder falsche
Beweismittel erschleicht (um seine Gläubigerposition zu verbessern) oder der Gegenseite wahre Beweismittel entzieht (um seine Schuldnerposition zu verbessern) und die Gegenseite so in Beweisnot bringt.
Für einen vollendeten Beweismittelbetrug braucht jedoch noch kein Prozess anhängig zu sein, in dem der Täter das erschlichene Beweismittel einsetzt. Wird das fragliche Beweismittel in einem Zivilprozess zur Täuschung des Gerichts eingesetzt, handelt es sich um einen Unterfall des Prozessbetrugs.

## Tathandlung
Tathandlung ist die Manipulation eines Beweismittels zum Zwecke der Täuschung, um eine rechtswidrige Vermögensverfügung zu Gunsten des Täuschenden zu erreichen, beispielsweise bei Erschleichen eines Erbscheins.
Beim Beweismittelbetrug fehlt es an der Rechtswidrigkeit der Bereicherung, wenn das Resultat der wahren Rechtslage entspricht. Die rechtliche Bewertung eines Vermögensvorteils ist nämlich nicht durch das ansonsten unerlaubte Verhalten des Täters beeinflusst.
Keinen Beweismittelbetrug begeht auch derjenige, der sich ein falsches Beweismittel erschleicht, weil er ansonsten Gefahr läuft, entweder eine bestehende Forderung nicht durchsetzen zu können oder eine nicht oder nicht mehr bestehende Forderung erfüllen zu müssen (sog. Selbsthilfebetrug). Die Tat kann freilich nach anderen Vorschriften, etwa unter dem Gesichtspunkt der Urkundenfälschung strafbar sein.

## Österreich
Der Beweismittelbetrug wird im österreichischen Strafgesetzbuch als schwerer Betrug gem. § 147 StGB mit bis zu drei Jahren Freiheitsstrafe bestraft.